# Massimo Giacoppo
Massimo Giacoppo (ur. 10 maja 1983) – włoski piłkarz wodny. Srebrny medalista olimpijski z Londynu.
Zawody w 2012 były jego pierwszymi igrzyskami olimpijskimi. Włosi w finale przegrali z Chorwatami.